# Пизеры
Пизе́ры (чув. Писер) — выселок в Аликовском муниципальном округе Чувашской Республики. Входил в состав Таутовского сельского поселения до его упразднения в 2022 году.

## История
Выселки были основаны в годы коллективизации — в 30-е годы XX столетия.

### География
Выселки расположены западнее административного центра Аликовского района на 7,5 км. Рядом проходит автомобильная дорога Аликово—Красные Четаи.

### Климат
Климат умеренно континентальный с продолжительной холодной зимой и тёплым летом. Средняя температура января −12,9 °C, июля 18,3 °C. За год в среднем выпадает до 552 мм осадков.

### Демография
Население — чуваши (2006 г.), из них большинство женщины.

## Связь и средства массовой информации
- Связь: ОАО «Волгателеком», Би Лайн,МТС,Мегафон. Развит интернет ADSL технологии.
- Газеты и журналы: Аликовская районная газета «Пурнăç çулĕпе» — «По жизненному пути»[3]. Языки публикаций: чувашский, русский.
- Телевидение: Население использует эфирное и спутниковое телевидение. Эфирное телевидение позволяет принимать национальный канал на чувашском и русском языках.